# Robert Rex
Sir Robert Richmond Rex (ur. 25 stycznia 1909 w Avatele, Niue, zm. 12 grudnia 1992 w Alofi, Niue) – polityk. Pierwszy premier Niue od 19 października 1974 do śmierci, bezpartyjny.